# NGC 5286
NGC 5286 (другие обозначения — GCL 26, ESO 220-SC38) — шаровое скопление в созвездии Центавр.
Этот объект входит в число перечисленных в оригинальной редакции «Нового общего каталога».